# Xenisthmus clarus
Xenisthmus clarus is een straalvinnige vissensoort uit de familie van grondels (Xenisthmidae). De wetenschappelijke naam van de soort is voor het eerst geldig gepubliceerd in 1906 door Jordan & Seale.